# Eisai
Mjóan Eisai (japonsky: 明菴栄西; 27. května 1141–2. července 1215) byl japonský buddhistický mnich. Při pobytech v Číně za dynastie Sung (1168–1191) se seznámil s učením zen, které přenesl do Japonska a založil zde školu Rinzai. Zavedl v Japonsku pěstování a obřadné pití čaje.
Je také známý pod jménem Eisai Zendži (栄西禅師), doslova Mistr zenu Eisai.